# Brent Raedeke
Brent Raedeke (né le 29 mai 1990 à Regina dans la province de la Saskatchewan au Canada) est un joueur professionnel de hockey sur glace canado-allemand.

## Biographie
En 2008, il commence sa carrière professionnelle en jouant deux matchs avec les Griffins de Grand Rapids dans la Ligue américaine, auparavant, il jouait avec les Oil Kings d'Edmonton, l'année suivante, il retourna à son équipe junior où il fut assistant-capitaine, mais à la mi-saison, il fut échanger aux Wheat Kings de Brandon. Il participe à la Coupe Memorial 2010 avec les Wheat Kings. En 2010, il finit sa formation junior et retourne jouer avec le Griffins.

## Statistiques
| Saison    | Équipe                   | Ligue |    | Saison régulière | Saison régulière | Saison régulière | Saison régulière | Saison régulière |    | Séries éliminatoires | Séries éliminatoires | Séries éliminatoires | Séries éliminatoires | Séries éliminatoires |
| Saison    | Équipe                   | Ligue | PJ | B                | A                | Pts              | Pun              | PJ               | B  | A                    | Pts                  | Pun                  |                      |                      |
| 2007-2008 | Oil Kings d'Edmonton     | LHOu  | 72 | 15               | 16               | 31               | 62               | --               | -- | --                   | --                   | --                   |                      |                      |
| 2008-2009 | Oil Kings d'Edmonton     | LHOu  | 70 | 19               | 36               | 55               | 80               | 4                | 1  | 1                    | 2                    | 6                    |                      |                      |
| 2008-2009 | Griffins de Grand Rapids | LAH   | 2  | 0                | 0                | 0                | 0                | --               | -- | --                   | --                   | --                   |                      |                      |
| 2009-2010 | Oil Kings d'Edmonton     | LHOu  | 39 | 16               | 15               | 31               | 60               | --               | -- | --                   | --                   | --                   |                      |                      |
| 2009-2010 | Wheat Kings de Brandon   | LHOu  | 33 | 7                | 18               | 25               | 35               | 15               | 5  | 7                    | 12                   | 16                   |                      |                      |
| 2010-2011 | Griffins de Grand Rapids | LAH   | 67 | 8                | 5                | 13               | 17               | -                | -  | -                    | -                    | -                    |                      |                      |
| 2011-2012 | Griffins de Grand Rapids | LAH   | 64 | 11               | 10               | 21               | 33               | -                | -  | -                    | -                    | -                    |                      |                      |
| 2012-2013 | Griffins de Grand Rapids | LAH   | 38 | 3                | 6                | 9                | 43               | -                | -  | -                    | -                    | -                    |                      |                      |
| 2012-2013 | Walleye de Toledo        | ECHL  | 2  | 1                | 0                | 1                | 0                | -                | -  | -                    | -                    | -                    |                      |                      |
| 2013-2014 | Iserlohn Roosters        | DEL   | 51 | 18               | 22               | 40               | 50               | 8                | 2  | 2                    | 4                    | 6                    |                      |                      |
| 2014-2015 | Iserlohn Roosters        | DEL   | 52 | 13               | 23               | 36               | 62               | 7                | 1  | 2                    | 3                    | 10                   |                      |                      |
| 2015-2016 | Adler Mannheim           | DEL   | 34 | 3                | 2                | 5                | 78               | 2                | 0  | 1                    | 1                    | 0                    |                      |                      |
| 2016-2017 | Adler Mannheim           | DEL   | 52 | 16               | 17               | 33               | 34               | 7                | 1  | 0                    | 1                    | 4                    |                      |                      |
| 2017-2018 | Adler Mannheim           | DEL   | 34 | 7                | 6                | 13               | 10               | 10               | 1  | 2                    | 3                    | 4                    |                      |                      |
| 2018-2019 | Adler Mannheim           | DEL   | 22 | 4                | 3                | 7                | 33               | 4                | 0  | 0                    | 0                    | 2                    |                      |                      |
| 2019-2020 | Adler Mannheim           | DEL   | 36 | 5                | 2                | 7                | 12               | -                | -  | -                    | -                    | -                    |                      |                      |
| 2020-2021 | Iserlohn Roosters        | DEL   | 36 | 6                | 6                | 12               | 24               | 3                | 1  | 0                    | 1                    | 2                    |                      |                      |
| 2021-2022 | Iserlohn Roosters        | DEL   | 41 | 6                | 7                | 13               | 24               | -                | -  | -                    | -                    | -                    |                      |                      |
| 2022-2023 | Iserlohn Roosters        | DEL   | 53 | 3                | 11               | 14               | 26               | -                | -  | -                    | -                    | -                    |                      |                      |